# Dendronephthya mexicana
Dendronephthya mexicana är en korallart som beskrevs av Kükenthal 1905. Dendronephthya mexicana ingår i släktet Dendronephthya och familjen Nephtheidae. Inga underarter finns listade i Catalogue of Life.